# Ostrogoti
Ostrogoti (latinsko Ostrogothi, Austrogothi) so bili staroveško vzhodnogermansko ljudstvo. 

## Goti
Ostrogoti so bili eno izmed številnih ljudstev, ki se na splošno imenujejo Goti. Goti se v rimskih zapisih pojavijo v 3. stoletju v pokrajinah severno od Spodnje Donave in Črnega morja. Z ljudstvi, ki so na tem ozemlju živela dlje od njih, na primer Karpi in Sarmati, so tekmovali za rimsko naklonjenost in subvencije in prispevali vojake  rimsko vojsko. Iz njihovega germanskega jezika in materialne kulture je mogoče sklepati, da je njihova kultura izhajala iz kultur v porečju Visle v sedanji Poljski. V 3. stoletju so se Goti že razdelili v podskupine z lastnimi imeni. Vsaj enkrat so v rimskih virih omenjeni na primer Tervingi,  ki so mejili na Rimsko cesarstvo v Karpatih.
Ostrogoti so bili omenjeni pozneje in so bili povezani z Grevtungi, ki so živeli bolj vzhodno. Po pisanju Amijana Marcelina je bila meja med Tervingi in Grevtungi reka Dnester. Vzhodno od Grevtungov so ob Donu živeli Alani.

### Jezik
Ostrogoti v Italiji so govorili in pisali gotski jezik, ki je najbolje izpričan v ohranjenem Vulfilovem prevodu Biblije. Goti so bili povsod v Rimskem cesarstvu manjšina. Ohranil se ni niti gotski jezik niti kakšna gotska etnična skupina, po drugi strani pa so gotska besedila iz Ostrogotskega kraljestva edina obsežna besedila, pisana v  vzhodnogermanskem  in  kakšnem drugem germanskem jeziku.

### Etimologija
Prvi del imena Ostrogot izhaja iz germanskega korena *auster-, ki pomeni vzhoden. Po mnenju Herwiga Wolframa je bilo  prvotno hvalisavo plemensko ime, ki je pomenilo "Goti vzhajajočega sonca" ali "Goti, ki jih slavi vzhajajoče sonce".  V 6. stoletju je na primer Jordanes verjel, da imeni Vizigoti in Ostrogoti pomenita preprosto zahodni in vzhodni Goti.

## Zgodovina

### Grevtungi in Ostrogoti pred Huni
Delitev Gotov pred prihodom Hunov je negotova. Ostrogoti so skozi vso svojo zgodovino s tem imenom omenjeni zelo redko in običajno v zelo dvomljivih okoliščinah. Med drugimi gotskimi plemeni, s katerimi so jih povezovali, se omenjajo Grevtungi, sicer pa so mnenja o povezavah med znanstveniki deljena.  Zgodovinarka Herwig Wolfram vidi v njih dve imeni za eno ljudstvo, o čemer se bo v nadaljevanju še govorilo. Peter Heather je v nasprotju z njenim mnenjem zapisal:
Ostrogoti kot skupina, ki jo je Teoderik povedel v Italijo, je zadnje stanje zapletenih procesov drobljenja in ponovnega združevanja različnih etničnih skupin, večinoma Gotov, vendar ne samo Gotov.
Nekateri zgodovinarji gredo še dlje in se sprašujejo, ali se lahko katero koli etnično skupnost, tudi gotsko, šteje za Ostrogote, preden se je politično združil Amalski klan.
Dvomljiva  zgodnja omemba Ostrogotov je v mnogo kasneje napisani Historia Augusta, ki ločuje Ostrogote in Grevtunge. V odstavku cesarja Klavdija II. Gota (vladal 268–270) je naveden seznam "skitskih" ljudstev, ki jih je cesar podjarmil, da si je prislužil vzdevek Got: "peuci trutungi austorgoti uirtingi sigy pedes celtae etiam eruli", se pravi Bastarni, Grevtungi, Ostrogoti, Tervingi, Visi, Gepidi, Kelti in Heruli. Historia Augusta velja za nezanesljiv vir, zlasti za sodobno terminologijo.
Prva omemba gotskih podskupin, ki so delovale pod svojim imenom, natančneje Tervingov, je iz leta 291. Grevtungi, Vesi in Ostrogoti so izpričani šele leta 388.
Ostrogoti so bili prvič zanesljivo omenjeni leta 399, se pravi več kot sto let pozneje kot Tervingi. Omemba je hkrati prva zanesljiva omemba preden so Amali ustanovili svoje kraljestvo v Italiji. Klavdijanova pesnitev opisuje Ostrogote, ki so se, pomešani z Grevtungi naselili v Frigiji, kot nezadovoljno barbarsko vojaško silo, ki se je nekoč borila proti Rimu, zdaj pa naj bi se borila zanj.  V sicer dolgi pesnitvi se naziv Ostrogoti pojavi samo enkrat. Na drugih mestih se ista skupina imenuje Grevtungi ali Geti (Goti). Ti Goti so se uprli pod vodstvom Tribigilda, rimskega generala gotskega porekla. Tribligidov upor proti evnuhu konzulu Evtropiju veliko kasneje opisuje tudi Zosim. V njegovem opisu se je gotski general Gaina, ki naj bi zatrl Tribligidov upor, po Evtropijevi smrti odkrito pridružil upornikom. Zosim je bil prepričan, da je šlo za načrtovano zaroto obeh Gotov. Zgodovinarji na splošno verjamejo, da so bili v Frigiji naseljeni Grevtungi, ki so jih imenovali tudi Ostrogoti, del grevtunške vojske, ki ji je leta 386 poveljeval Odotej, in ne Grevtungi, ki so prišli v cesarstvo leta 376 pod Alatejem in Safraksom.
V Jordanesovi Getiki iz 6. stoletja,  zgodovini ostrogotske dinastije Amal, so Grevtungi preprosto izenačeni z Ostrogoti. Avtor Grevtungov sploh ne omenja, dinastijo Amal pa opredeljuje kot naslednico in potomko kralja Ermanarika. Ermanarika bolj zanesljivo opisuje njegov sodobnik Amijan Marcelin kot kralja Grevtungov. Njegovo rodoslovje je opisano povsem drugače in bolj zanesljivo kot ga opisujeta klasična avtorja. Jordanes navaja tudi to,  da je med vladanjem cesarja Filipa Arabca (vladal 244-249) Ostrogotom vladal kralj Ostrogota – "oče Ostrogotov", po katerem so dobili ime, kar seveda ni res. Ostrogoti in Vizigoti so imeli imeni, ki sta pomenili vzhodne in zahodne Gote.
Sodobni zgodovinarji se stinjajo,  da je Jordanes nezanesljiv vir, zlasti za dogodke davno pred njegovim časom. Nekateri zgodovinarji, kot je Herwig Wolfram, zagovarjajo enačenje Grevtungov in Ostrogotov. Wolframova sledi stališču Franza Altheima, da sta bila izraza Tervingi in Grevthungi starejša geografska identifikatorja za opis Vizigotov in Ostrogotov preden so prečkali Donavo in da se je ta terminologija opustila po približno 400 letih, ko so se mnogi Goti preselili v Rimski imperij.
Starejša terminologija, povezana z gotskimi plemeni, je po njihovem vstopu v Rimski cesarstvo vsekakor postopoma izginila. Naziva Vizigot je nastala v 6. stoletju. Izmislil jo je Kasiodor, Rimljan v službi Teoderika Velikega, da bi zahodne Gote razlikoval od vzhodnih. Za Ostrogote je še vedno uporabljal naziv Got. Politična realnost je bila mnogo bolj zapletena. Vsa druga imena za Gote so se postopoma opustila.

### Invazija Hunov in Amali
V poznem 4. stoletju je vzpon Hunov prisilil mnoge Gote in Alane, da so se jim pridružili, drugi pa so se preselili proti zahodu in sčasoma prišli na rimsko ozemlje na Balkanu. Ostrogoti in Grevtungi, ki so bili morda isto ljudstvo, so bil imed prvimi Goti, ki so jih podredili Huni. Številni Grevtungi so leta 376 vstopili v Rimsko cesarstvo pod vodstvom Safraksa in Alateja. Veliko teh Gotov se je verjetno kasneje pridružilo Alariku in prispevalo k oblikovanju Vizigotskega kraljestva. Rimljani so v 80. letih 4. stoletja veliko skupino Ostrogotov in Grevthungov očitno preselili v Frigijo. Zgodovinski zapisi začenjajo gotsko politično skupnost, ki se je oblikovala na Balkanu v 5. stoletju, uporabljati naziv vzhodni Goti.
Ostrogotsko kraljestvo se je začelo tvoriti okoli dinastije Amal, ki se je vojskovala pod Atilo in se kasneje naselila v Panoniji. Druga glavna komponenta prebivalstva kraljestva Amalov so bili traški ali mezijski Goti. To se je zgodilo okoli 483/484.
Ostrogoti so se na Balkanu selili po  podobni poti kot Vizigoti pod Alarikovim vodstvom stoletje pred tem. Zagon so dobili z združitvijo dveh velikih blokov militariziranih balkanskih ljudstev, panonskih in traških Gotov, ki so se pred tem v velikem številu borili v rimski vojski in so imeli slabe odnose z Vzhodnim rimskim cesarstvom. Goti, okrepljeni z drugimi ljudstvi, med katerimi so bili najvidnejši Rugi, so se začeli seliti proti zahodu kot stoletje pred njimi Alarikovi Goti.

#### Panonski Ostrogoti v 5. stoletju
Panonski Ostrogoti so se vojskovali skupaj z Alani in Huni. Udeležili so se tudi bitke na Katalunskih poljih leta 451, v kateri je hunsko vojsko odločilno porazil rimski general Flavij Ecij.  Jordanesovemu poročilu o bitki zagotovo ni mogoče zaupati, ker je dober del zmage pripisal Gotom, Alani pa naj bi tvorili "hrbtenico rimske obrambe".
Jordanes v svoji Getici prikazuje Amale na splošno kot starodavno kraljevsko družino, najpomembnejšo med Goti v Ukrajini tako pred Atilovim imperijem kot v njem. Valamir, stric Teoderika Velikega, je celo skupaj z Gepidom Ardarikom opisan kot Atilov najbolj cenjen vodja. Sodobni zgodovinarji, kot je Peter Heather, so prepričani, da gre za pretiravanje in poudarjajo, da so bile v Atilovi vojski vsaj tri frakcije Gotov.
Pisana zgodovina Ostrogotov kot politične entitete se torej začne z njihovo neodvisnostjo od ostankov hunskega imperija po smrti Atile Huna leta 453. Pod Valamirjem so bili eno od ljudstev, ki so v tem času živela v srednjem Podonavju. Svojo neodvisnost od gospodovalnih Atilovih sinov so potrdili v bitki pri Nedavi leta 454, ki so jo vodili Gepidi. Kakšno vlogo so v tej bitki igrali Goti, če sploh, ni jasno. Po bitki je veliko Gotov vstopilo v rimsko vojaško službo, medtem ko so se le nekateri začeli združevati pod Valamirjem in njegovima bratoma Vidimirjem  in Teodemirjem, očetom Teoderika Velikega.
Goti pod vodstvom Amalov so se na panonskem ozemlju domnevno prvič naselili v okolici Blatnega jezera in Sirmija (Sremska Mitrovica) na donavski meji Rimskega cesarstva. Na ozemlju med Vindibono (Dunaj) in Sirmijem (Sremska Mitrovica) je bila rimska uprava  šibka, zato so bili Ostrogoti bolj odvisni ob Konstantinopla kot od Rima. V Panoniji so prišli so v konflikt z drugimi srednjedonavskimi ljudstvi, vključno s Hunimundovim podonavskim svebskim kraljestvom in Skiri, ki so prišli tja kot del hunske armade.  Valimir je bil v spopadih ubit. Vodstvo Ostrogotov je prevzel Teodemir, oče Teoderika Velikega, ki je leta 469 v bitki pri Boliji premagal koalicijo germanskih plemen in leta 473/474 odpeljal Gote na ozemlje Vzhodnega rimskega cesarstva. Vidimir in njegov sin z enakim imenom sta del panonskih Gotov odpeljala v Italijo. Vidimir mlajši se je zatem preselil v Galijo.
Teodemir in Teoderik in njuni Goti so se zatem selili po Balkanu. V tem času so jedro gotske moči tvotili traški (mezijski) Goti. Nekaj časa so vladali v delu Makedonije in nadzirali del rimske ceste Via Egnatia med pomembnima rimskima mestoma Drač in Solun. Teodemir je umrl v Kiru leta 474 in pred smrtjo za naslednika imenoval  svojega sina Teoderika, bodočega Teoderika Velikega.

#### Traški Goti v 5. stoletju
Goti v Trakiji (Meziji) so se po mnenju Petra Heatherja verjetno združili šele v 60. letih 5. stoletja, čeprav so tam živeli že od. 20. let 5. stoletja, ko se je pod pritiskom Hunov tja preselila skupina Gotov  iz Panonije.  Herwig Wolfram domneva, da je bil Teoderik Strabon Amal, čigar oče se je malo pred bitko pri Nedavi odcepil od panonskih Gotov.
Goti v Trakiji so postali vojaška sila, zvesta Asparju, vzhodnorimskemu magistru  militum alansko-gotskega porekla. Ko je bil Aspar leta 471 ubit, je njegova smrt spremenila vzhodnorimski pristop do zavezniške gotske vojske. Teoderik Strabon je leta 473 vodil upor proti Bizantincem in bil razglašen za kralja Gotov. Zahteval je, da ga priznajo za "edinega gotskega kralja", mu vrnejo vse dezerterje, dovolijo naselitev njegovega ljudstva v Trakiji in nanj prenesejo Asparjevo institucionalno in materialno dediščino. Cesar Leon II. je formalno privolil v njegove zahteve in obljubil, da bo vsako leto plačal dva tisoč funtov zlata, vendar šele po gotskem pustošenju in prelivanju krvi. Goti so bili v zameno pripravljeni vojskovati se z Rimom, razen s kraljestvom Vandalov v severni Afriki.
S smrtjo cesarja Leona II. in prihodom Asparjevega starega tekmeca, cesarja Zenona leta 474,  so postajale razmere za Gote v Vzhodnem rimskem cesarstvu vse težje. Teoderik Strabon je izgubil podporo cesarja, od česar je imel koristi Teodemirjev mlajši sin Teoderik.

#### Teoderik Amal in traški Goti
Okoli  leta 476 je cesar Zenon odrekel podporo Teoderiku Strabonu in začel častiti Teodemirjevega sina Teoderika. Posvojil ga je kot "sina v orožju", ga imenoval za prijatelja cesarstva in mu podelil status patricija in vrhovnega poveljnika. Njegovo kraljestvo ob spodnji Donavi v Meziji je priznal za svojega federata in mu podelil, vsaj teoretično, letno subvencijo. Ko pa je Zenon leta 478 prisilil obe gotski skupini v konfrontacijo, je Teoderik Strabon pozval Amalove Gote k enotnosti.  Strabon se je Zenonu pritožil, cesar pa je v odgovor poslal Teoderiku Amalu novo ponudbo, vendar jo je slednji zavrnil. Sledila je vojna med Goti in cesarskimi silami, Goti pod Amalovim vodstvom pa so spet postali mobilni in zapustili Mezijo. Zenon jim je predlagal, da v Dakiji severno od Donave ustanovijo novo federalno kraljestvo. Goti so namesto tega poskušali napasti Drač, vendar so jih rimske sile hitro odbile.
V letih 479 do 481 so bili traški Goti pod vodstvom Teoderika Strabona tisti, ki so zadrževali Rimljane. Leta 481 je pa Strabon umrl, ko so ga po padcu s konja nataknili na sulico. Njegov sin Recitak ni uspel dobiti gotske podpore in je bil leta 484 po ukazu Teoderika Amalskega ubit. Slednji je zatem združil obe skupini Gotov. Zenon je bil prisiljen skleniti sporazum in Teoderika Amala imenovati za konzula. Sovražnosti med Goti in Vzhodnim rimskim cesarstvom so se znova začele leta 487.

### Italsko kraljestvo
Največji ostrogotski vladar, kasnejši kralj ostrogotskega Italskega kraljestva Teoderik Veliki, katerega gotsko ime pomeni "vodja ljudstva", se je rodil knezu Teodemirju okoli leta 454, kmalu po bitki pri Nedavi. Otroštvo je preživel v Konstantinoplu  kot diplomatski talec, kjer je bil skrbno izobražen. V zgodnjem delu njegovega življenja so se dogajali spori, spletke in vojne znotraj Bizantinskega cesarstva, v katerih je imel za tekmeca Teoderika Strabona, kneza traških Gotov in svojega daljnjega sorodnika. Teoderik Strabon je bil vodja veje Ostrogotov, ki so se v cesarstvu naselili pred panonskimi Ostrogoti.
Teoderik kot kralj je bil kasneje včasih prijatelj, včasih sovražnik cesarstva. V prvi vlogi je bil kot patricij in konzul deležen različnih dvornih naslovov in položajev,  vendar je vedno ostal Ostrogot. Znan je tudi po tem, da je podpiral katoliško cerkev in je nekoč celo pomagal rešiti sporne papeževe volitve. Bil je arijanec, vendar je v svojem kraljestvu dovolil svobodo veroizpovedi, kar se prej ni dogajalo. Poskušal je umiriti papeža in ohraniti trdno zvezo s cerkvijo. Papeža je videl kot avtoriteto ne le v cerkvi, temveč tudi nad samim Rimom. Njegova sposobnost dobrega sodelovanja z italskimi plemiči, člani Rimskega senata in katoliške cerkve je pomagala, da je bil sprejet kot vladar Italije.
Prizadeval si je oživiti rimsko kulturo in vlado, od česar je imelo koristi tudi prebivalstvo. Leta 488 se je na prošnjo bizantinskega cesarja Zenona odločil, da prevzame oblast v Odoakrovem Italskem kreljestvu. Leta 489 so Ostrogotom v invaziji na Italijo pridružili germanski Rugi s Panonske nižine pod Friderikovim vodstvom.  Vojska je do leta 493 zavzela Raveno, ki jo je Teoderik izbral za svojo prestolnico. Na spravni večerji je Teoderik osebno ubil Odoakra.
Ostrogoti so vzpostavili svojo oblast nad celim Apeninskom polotokom, Sicilijo, Dalmacijo in deželami na severu Italije. Teoderik je okoli leta 500 praznoval trideseto obletnico svojega kraljevanja. Da bi izboljšali svoje možnosti proti Vzhodnemu rimskemu cesarstvu, so se Ostrogoti in Vizigoti ponovno začeli združevati v nekakšno ohlapno konfederacijo germanskih ljudstev. Obe veji Gotov sta se še bolj zbližali, ko je Teoderik postal regent vizigotskega kraljestva Toulouse, s čimer se je njegova oblast praktično razširila še na velik del Galije in skoraj celoten Iberski polotok. Teoderik je sklepal zavezništva z Vizigoti, Alemani, Franki in Burgundi in z nekaterimi sklepal diplomatske zakonske zveze.
Ostrogotska oblast je bila spet obširna in mogočna, kot je bila v času grevtunškega gotskega kralja Ermanarika, vendar je imela povsem drugačnn značaj. Teodorik ni bil barbar, ampak civiliziran vladar. Ves čas svojega vladanja je igral dvojno vlogo: bil je hkrati kralj Gotov in naslednik cesarjev Zahodnega rimskega cesarstva, čeprav brez cesarskih naslovov. Na ozemlju Italije sta drug ob drugem živela dva naroda,  ki sta se razlikovala po običajih, jeziku in veri. Vsakemu je vladal po njihovih zakonih in bil hkrati suveren obeh. Zaradi njegove sposobnosti spodbujanja in vzdrževanja dobrih  odnosov med različnimi germanskimi kraljestvi so se Bizantinci začeli bati Teoderikove moči, kar je privedlo do zavezništva med bizantinskim cesarjem in frankovskim kraljem Klodvikom I. Sporazum je bil namenjen nevtraliziranju in zatem dokončnem uničenju Ostrogotov. Zaščitni obroč, ki ga je dolgo let ustvarjal Teoderik okoli svojega kraljestva, je frankovsko-bizantinska koalicija razbila. Teoderik je del svojega kraljestva začasno rešil s pomočjo Turingijcev. Zavedajoč se, da so Franki največja grožnja tudi Vizigotskemu kraljestvu Alarika II., ki je bil Teoderikov zet, je zaprosil za pomoč Burgunde. Izbira se je izkazala za napačno. Domneva se, da je Teoderik leta 526 padel v bojih s frankovskim kraljem Klodvikom I.
Smrti vizigotskega kralja Alarika II. v bitki pri Vouilléju spomladi 507 je sledilo obdobje zmede. Ostrogotski kralj Teoderik se je postavil za varuha svojega vnuka Amalarika in zanj ohranil ves Iberski polotok in del Galije. Toulouse so osvojili Franki, Goti pa so obdržali  Narbono in njeno okolico ter Septimanijo, ki je bila zadnji del Galije v  gotski posesti in je še dolgo časa ohranila ime Gotija. Do Teoderikove smrti  je bilo Vizigotsko kraljestvo praktično združeno z njegovim kraljestvom. Zdi se tudi, da je imel nekakšen protektorat nad germanskimi silami, razen nad Franki.  Od 508–511 so Ostrogoti pod Teoderikovim poveljstvom napadali Galijo, zato sta si Klodvik in kralj Vandalov iz Kartagine združno prizadevala oslabiti Teoderikovo oblast nad Vizigoti. Po Teoderikovi smrti leta 526 so bili vzhodni in zahodni Goti ponovno razdeljeni.  Konec 6. stoletja so Ostrogoti izgubili svojo politično identiteto in se asimilirali v druga germanska ljudstva.
Sliko Teoderikove vladavine je v njegovem imenu in imenu njegovih naslednikov sestavil njegov rimski minister Kasiodor. Zdi se, da so imeli Goti na severu Italije oblast trdno v svojih rokah, na jugu pa samo nekaj garnizij. Frankovski kralj Klodvik je medtem vodil dolgotrajne vojne proti različnim sovražnikom, utrjeval svojo vladavino in izoblikoval zametek, ki je sčasoma postal srednjeveška Evropa. 

### Vojna z Bizantinci (535–554)
Ostrogoti in Vizigoti kljub skupnemu germanskemu poreklu niso uspeli ustanoviti skupnega kraljestva. Potem, ko so se razcepili in raztresli po Evropi, so samo nekajkrat delovalo kot celota. Ko je Amalarik nasledil vizigotsko kraljestvo v Iberiji in Septimaniji, je Teoderikov vnuk Atalarik za  naslednjih pet let oblekel plašč kralja Ostrogotov. Provansa je bila preko herke Amalasunte priključena pod oblast  novega ostrogotskega kralja Atalarika, sama pa je bila imenovana za regentko. Njima ni uspelo rešiti sporov med gotskimi elitami. Oblast je prevzel Amalasuntin bratranec in Teoderikov nečak Teodahad in ju pokončal. Uzurpiranje oblasti je sprožilo še večje prelivanja krvi. Razen z medsebojnimi obračuni  so se Ostrogoti soočali tudi z doktrinarnimi težavami. Ker so bili arijanski kristjani, sta jim tako močno nasprotovala tako papeštvo in kot pravoslavna bizantinska aristokracija otovala, da sta se združila proti njim.
Šibkost ostrogotskega položaja v Italiji se je pokazala zlasti potem, ko je vzhodnorimski cesar Justinijan I. (vladal 527 – 565) sprejel zakon, ki je pogane - med njimi tudi arijske kristjane in Jude – izključil iz javnih služb.  Ostrogotski kralj Teoderik se je na zakon odzval s preganjanjem katoličanov.   Ker si je Justinijan vedno prizadeval prisvojiti  čim večji del Zahodnega Rimskega cesarstva, ni izpustil iz rok ponujene priložnosti. Na kopnem in na morju je začel novo vojno. Leta 535 je po Belizarjevemu uspehu proti Vandalom v severni Afriki je  ukazal generalu napasti Ostrogote. Justinijanov cilj je bil osvojiti ostrogotsko Italijo in Rim. Belizar je hitro zavzel Sicilijo in se nato izkrcal na celino, kjer je decembra 536 zavzel Neapelj in Rim. Spomladi 537 so se Goti pod vodstvom Vitigeza z več kot 100.000 možmi odpravili na pohod na Rim in ga oblegali, vendar ga kljub veliki premoči niso osvojili. Belizar je po preboju iz mesta odšel proti severu in zavzel Mediolanum (Milano) in leta 540  glavno mesto Ostrogotov  Raveno.
Med napadom na Raveno so bili Vitiges in njegovi možje obkoljeni v ostrogotski prestolnici. Belizar se je izkazal za bolj izkušenega oblegovalca kot Vitiges v Rimu. Vladar Ostrogotov, ki se je pogajal tudi s sicer sovražnimi Franki, se je moral brezpogojno vdati. Belizar mu ni hotel podeliti nobenih koncesij, razen brezpogojne vdaje, ker je Justinijan nameraval Vitigesa narediti za vazalnega kralja Transpadanske Italije.  Zaradi tega pogoja so pogajanja za nekaj časa zašla v slepo ulico.
Frakcija gotskega plemstva je menila, da je njihov kralj Vitiges, ki je pravkar izgubil prestolnico, prešibak in bi potrebovali novega. Vodja frakcije Erarik je s tem seznanil Belizarja in ga zaprosil za krono v preostalem delu ostrogotskega kraljestva. Belizar, ki je bil vojak in ne državnik in še vedno zvest Justinijanu, je ponudbo navidezno sprejel. Na poti v Raveno, kjer naj bi bilo kronanje, je ostrogotske  voditelje aretiral in celotno vizigotsko kraljestvo priključil v Vzhodnemu Rimskemu cesarstvu. Justinijan se je zbal, da bo Belizar sam prevzel oblast na zahodu, zato ga je skupaj z Vitigesom poklical v Konstntinopel.
Preostali Ostrogoti so po Belizarjevem odhodu za novega kralja  takoj izvolili Totilo. Pod njegovim briljantnim poveljstvom so se lahko znova uveljavili. Nadzor nad Italijo je v naslednjih skoraj deset letih postal klavna bitka med bizantinskimi in ostrogotskimi silami. Totila je sčasoma zavzel vso severno Italijo in celo pregnal Bizantince iz Rima, s čimer je dobil priložnost, da prevzame politični nadzor nad mestom, deloma tudi z usmrtitvami članov rimskega Senata. Veliko senatorjev je pobegnilo na vzhod v Konstantinopel.
Do leta 550 je Justinijanu uspelo zbrati ogromno vojsko, s katero naj bi osvojil vse izgubljeno ozemlje na zahodu in dokončno zatrl upor Ostrogotov. Leta 551 je bizantinska mornarica uničila Totilovo floto, kopenska vojska pod Narzesovim poveljstvom pa ja napadla Italijo s severa. Totila je poskusil presenetiti napadalce, vendar je bil v bitki pri Taginah poražen in ubit. Poraženi, venda ne zlomljeni Goti, so se v Kampaniji pod Tejevim poveljstvom še vedno upirali Bizantincem, po porazu in Tejevi smrti v bitki pri Nuceriji pa so dokončno kapitulirali. Ko so se predali, so Narzesa obvestili, da je bila "božja roka očitno proti njim". Zapustili so Italijo in se "vrnili v severne dežele svojih očetov".
Po njihovi kapitulaciji je njihovo ime umrlo. Po Teoderikovi smrti so praktično izginili. Oblast v zahodni Evropi je prešla na Franke. Poraz Ostrogotov in vzpon Frankov sta bila ključnega pomena za razvoj zgodnjesrednjeveške Evrope, ker je bil Teoderikov glavni cilj  "obnoviti moč rimske oblasti in rimske kulture". Priložnost, da bi se v Italiji združili rimski in germanski elementi, kot na primer v Galiji, Iberiji in langobardski severni Italiji,  in izoblikovali nacionalno državo, je bila izgubljena. Neuspehi barbarskih kraljestev pri ohranjenju nadzora nad regijami, ki so jih osvojila, so bili deloma posledica vakuumov vodstva, kakršna sta nastala po smrti Teodorika in Totile, in pomanjkanje moškega nasledstva. Neuspehi so bili tudi posledica razdrobljenosti germanskih plemen, ki so bila zdaj prijateljska zdaj sovražna. Pomemben je bil tudi vstop Frankov na geopolitični zemljevid Evrope: če bi Ostrogoti dosegli več vojaških uspehov proti Bizantincem, bi to in združevanje moči z drugimi germanskimi plemeni lahko spremenilo stran, na katero so se Franki postavili.  Vojaški uspeh ali poraz in politična legitimnost so bili v barbarski družbi medsebojno povezani.
Po pisanju rimskega godovinarja Prokopija iz Cezareje je bilo Ostrogotom in njihovim zaveznikom Rugom dovoljeno živeti v miru pod rimsko suverenostjo. Rugi so se kasneje pridružili Langobardom na njihovem osvanjanju Italije.

## Kultura
Ohranjeni spisi v gotskem jeziku vključujejo Vulfilovo Biblijo in druge verske spise in fragmente. Med gotske zakonodajne spise, pisane v latinščini, spada Teodorikov edikt iz okoli leta 500  v Kasiodorjevih  Variae, ki bi lahko spadal v zbirko državnih dokumentov Teodorika in njegovih neposrednih naslednikov. Med Vizigoti je zakone zapisal že kralj Eurik (vladal 466-484). Alarik II. je za svoje rimske podanike objavil Breviarij rimskega prava, velika zbirka vizigotskih zakonov pa izhaja iz poznejših časov monarhije. Objavil jo je kralj Rekesvint okoli leta 654. Njegov zakonik je spodbudil nekatere znane komentarje Montesquieuja in Gibbona, o njem pa so razpravljali tudi Savigny in drugi pisci. Zakoni so bili natisnjeni v Monumenta Germaniae, leges leta 1902.
Med ohranjenimi gotskimi bededili, razen tisti, ki jih pogosto navaja Jordanes, je Zgodovina Gotov seviljskega nadškofa Izidorja. Zgodovina je pomemben vir podatkov za zgodovino vizigotskih kraljev od Svintile (621-631) dalje. Veliko podatkov iz obdobja gotske vladavine so prispevali tudi takratni latinski in grški pisci. Za splošno oceno dogajanj, ne pa tudi za podrobnosti, je najpoučnejši Salvijan iz Marseja iz 5. stoletja, katerega delo De Gubernatione Dei je polno odlomkov, v katerih rimske vrline primerja z  vrlinami  "barbarov", zlasti Gotov. V vseh opisih ja na obeh straneh veliko pretiravanj, v bistvu pa so realni. Glavne vrline, ki jih katoliški prezbiter hvali pri arijanskih Gotih, so njihova čednost, pobožnost v okviru njihove veroizpovedi, strpnost do katoličanov pod njihovo oblastjo in na splošno dobro ravnanje z njihovimi rimskimi podložniki. Prezbiter celo upa, da bo tako dobre ljudi mogoče rešiti, ne glede na njihovo herezijo. Ta podoba Gotov je morala imeti realno podlago, čeprav ni presenetljivo, da so se kasnejši iberski Vizigoti odmaknili  od Salvianove nekoliko idealistične slike.

## Skandinavski Ostrogoti v 6. stoletju
Jordanes je na seznamu ljudstev, ki živijo na velikem otoku Skandza severno od ustja Visle, omenil tudi Ostrogote (Ostrogothae). Večina sodobnih zgodovinarjev meni, da otok Skandza pomeni Skandinavski polotok. Pomembno je, da so Ostrogoti tam živeli v 6. stoletju, v času Jordanesa ali njegovega vira Kasiodorja, ko je bilo v Italiji močno ostrogotsko kraljestvo. Na seznamu je omenjen kralj Ranov Rodulf, ki je živel v Skandzi blizu Danijev (Dancev). Zanj pravi, da je preziral lastno kraljestvo in prišel v Italijo, kjer ga je toplo sprejel Teoderik Veliki. Postal je pomemben državnik na Teoderikovem dvoru in bi lahko bil Kasiodorjev vir podatkov o Skandinavskih ljudstvih.
Znanstveniki niso enotni glede tega, kdaj je bil seznam sestavljen, kdo ga je sestavil in kako razložiti večino imen na njem. Arne Søby Christensen v svoji podrobni analizi navaja tri možnosti:
- da je bil Jordanes prepričan, da je nekj Ostrogotov emigriralo na sever, ali
- da so v Skavdinaviji skovali podobno ime "vzhodni Goti", ker je tam živelo ljudstvo s podobnim imenom (Geati), ali
- je Jordanesov vir, na primer Kasidor, sam ustvaril to obliko imena, ko je morda slišal za Geate.

Bistveno vprašanje seznama ljudstev v Skandzi in omembe Ostrogotov, o katerem je potekalo veliko znanstvanih razprav, je, zakaj je Jordanes trdil, da je Skandinavija "maternica narodov", ne samo Gotov, temveč tudi številnih drugih severnih barbarskih ljudstev. Pred Jordanesom je že obstajalo judovsko-krščansko izročilo, ki je Gote in druga "skitska" ljudstva enačilo s potomci Goga in Magoga, ki bi jih bralci Ezekielove knjige in Knjige razodetja lahko povezali z oddaljenimi otoki.

## Ostrogotski vladarji

### Amalska dinastija
- Valamir, vladal okoli 447 – okoli 465
- Teodemir, vladal od okoli 465 – 475, Valamirjev sin
- Teoderik Veliki, vladal 475–526, Teodemirjev sin
- Atalarik, vladal 526–534, Teoderikov sin
- Amalasunta, vladala 534-535, Teoderikova hčerka
- Teodahad, vladal 535–536, Amalasuntin bratranec

### Kasnejši kralji
- Vitigez, vladal 536–540
- Ildibad, vladal 540–541
- Erarik, vladal 541
- Totila (tudi Baduila), vladal 541–552
- Teja (tudi Tejas), vladal 552–553

## Opomba
1. ↑   Jezik, soroden gotskemu, se je sporadično govoril na Krimu vse do 16. in 17. stoletja (krimska gotščina).[6] Izginotje gotskega jezika se pripisuje kulturni in jezikovni vključitvi v druga evropska ljudstva v srednjem veku.[7].

## Vir
- Moritz Schönfeld (1911). Wörterbuch der altgermanischen personen- und Völkernamen.

[[Kategorija:Goti]